# Biserica Sfântul Nicolae din Benești
Biserica Sfântul Nicolae este un monument istoric aflat pe teritoriul satului Benești, comuna Alțina, județul Sibiu.

## Localitatea
Benești, colocvial Bendorf, (în dialectul săsesc Bajenderf, Baejndref, în germană Bägendorf, Bajendorf, în maghiară Bendorf, Bene), este un sat în comuna Alțina din județul Sibiu, Transilvania, România. Se află în partea centrală a județului,  în Podișul Hârtibaciului. Prima menționare documentară este din anul 1391.

## Istoric și trăsături
Biserica a fost ridicată între anii 1800–1809, pe locul alteia vechi de lemn, cu contribuția întregii obști, dar mai ales a soților Nicolae și Paraschiva Gavrea.
Pictura iconostasului și altarului are o vechime la fel de mare ca cea a bisericii. În anul 1904 zugravul Ioan Comșa a intervenit în mod grosolan asupra picturii, acoperind stratul inițial cu un strat în tempera. În anul 2013 comitetul parohial a început demersurile restaurării picturii la valoarea și frumusețea ei inițială, cel desemnat să execute lucrările de restaurare fiind pictorul restaurator Mihail Bărhală. Lucrările de restaurare au fost finalizate, descoperindu-se cu acest prilej numele pictorului, anul pictării și localitatea de proveniență a pictorului: „Zugravul Oprea din Rășinari” 1814. Aceste date au fost descoperite pe icoana ce o reprezintă pe Sfânta Cuvioasă Paraschiva, de pe fațada de miazăzi a turnului clopotniță.

## Vezi și
- Benești, Sibiu

## Imagini

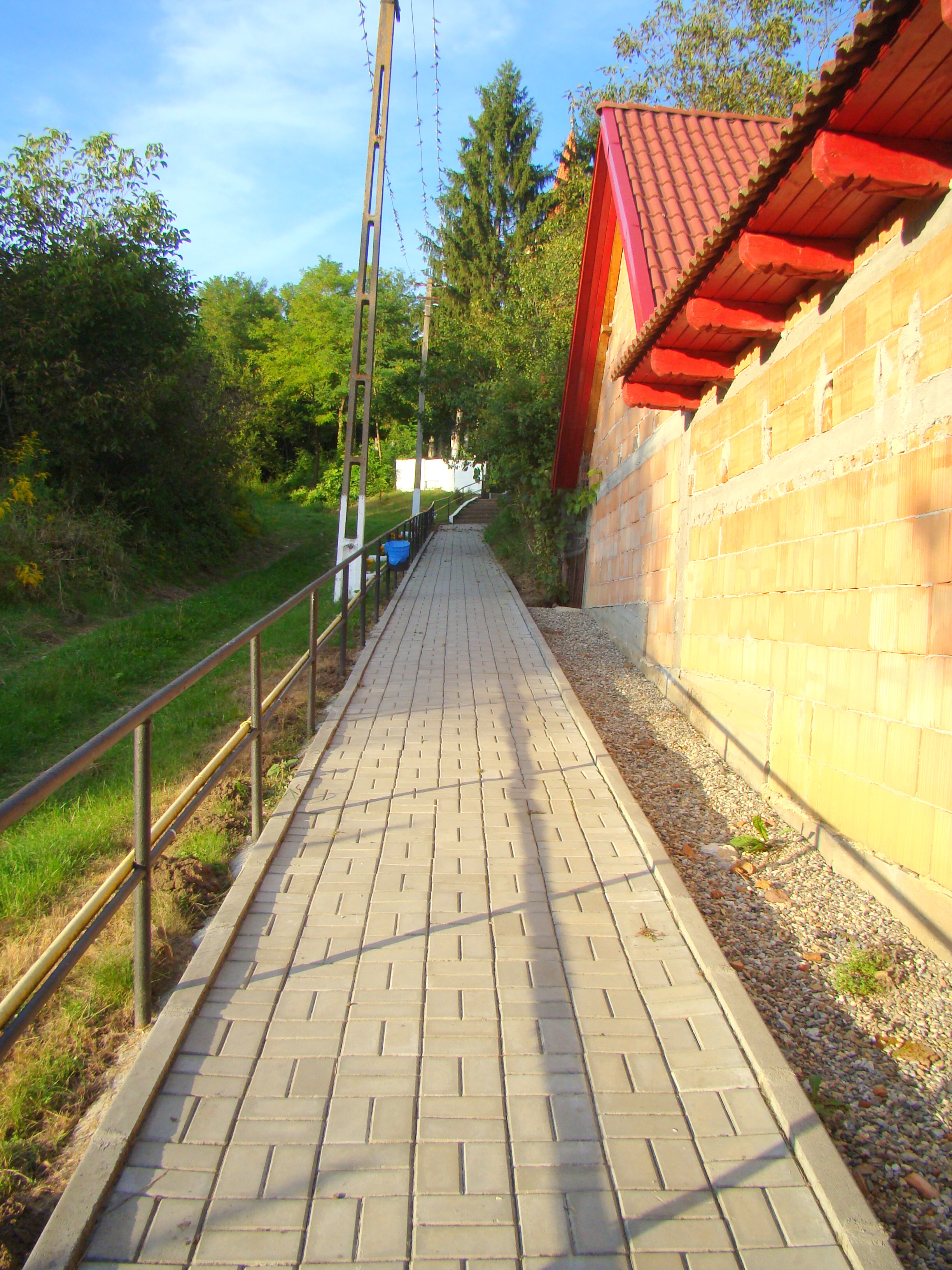
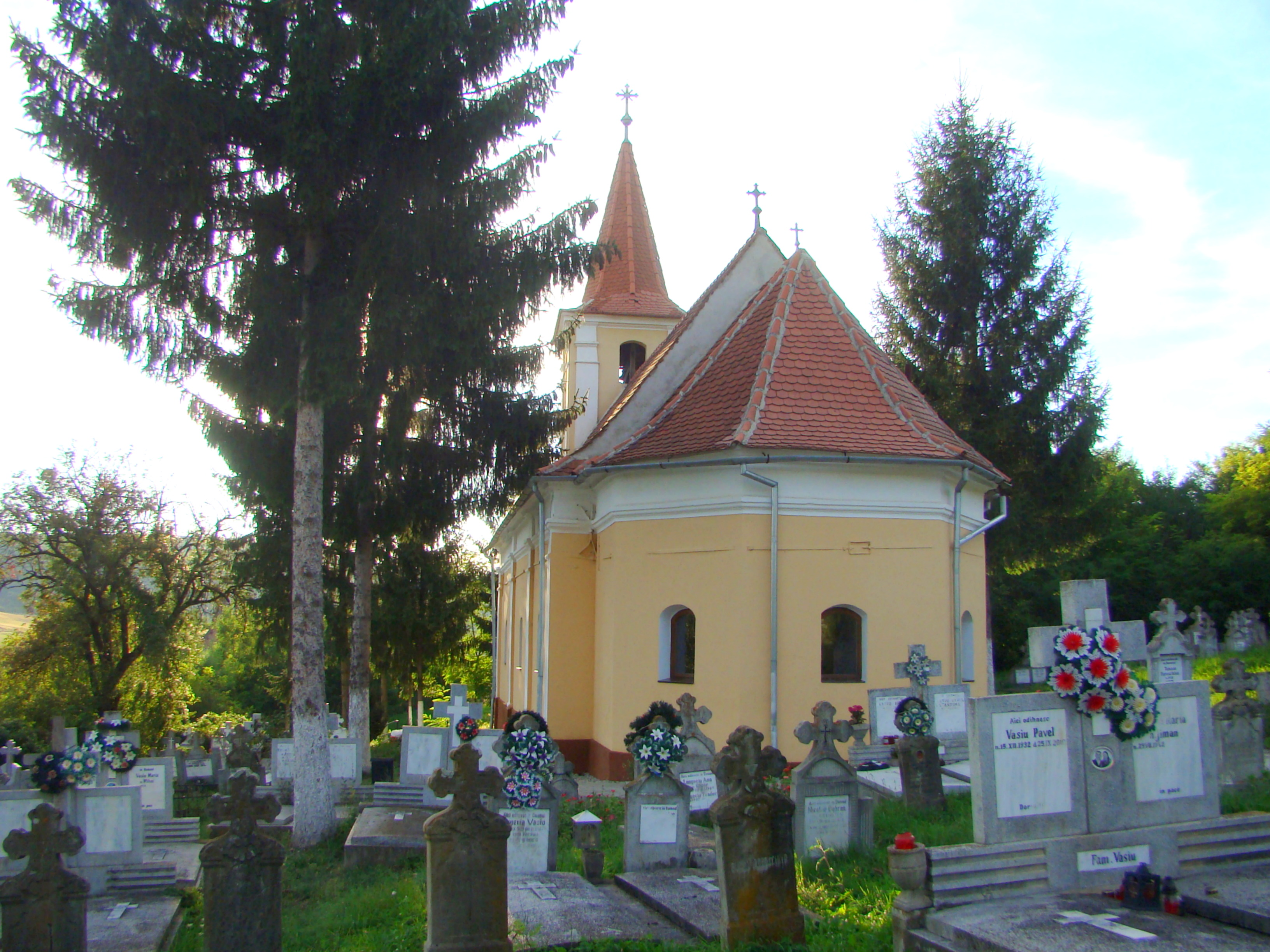
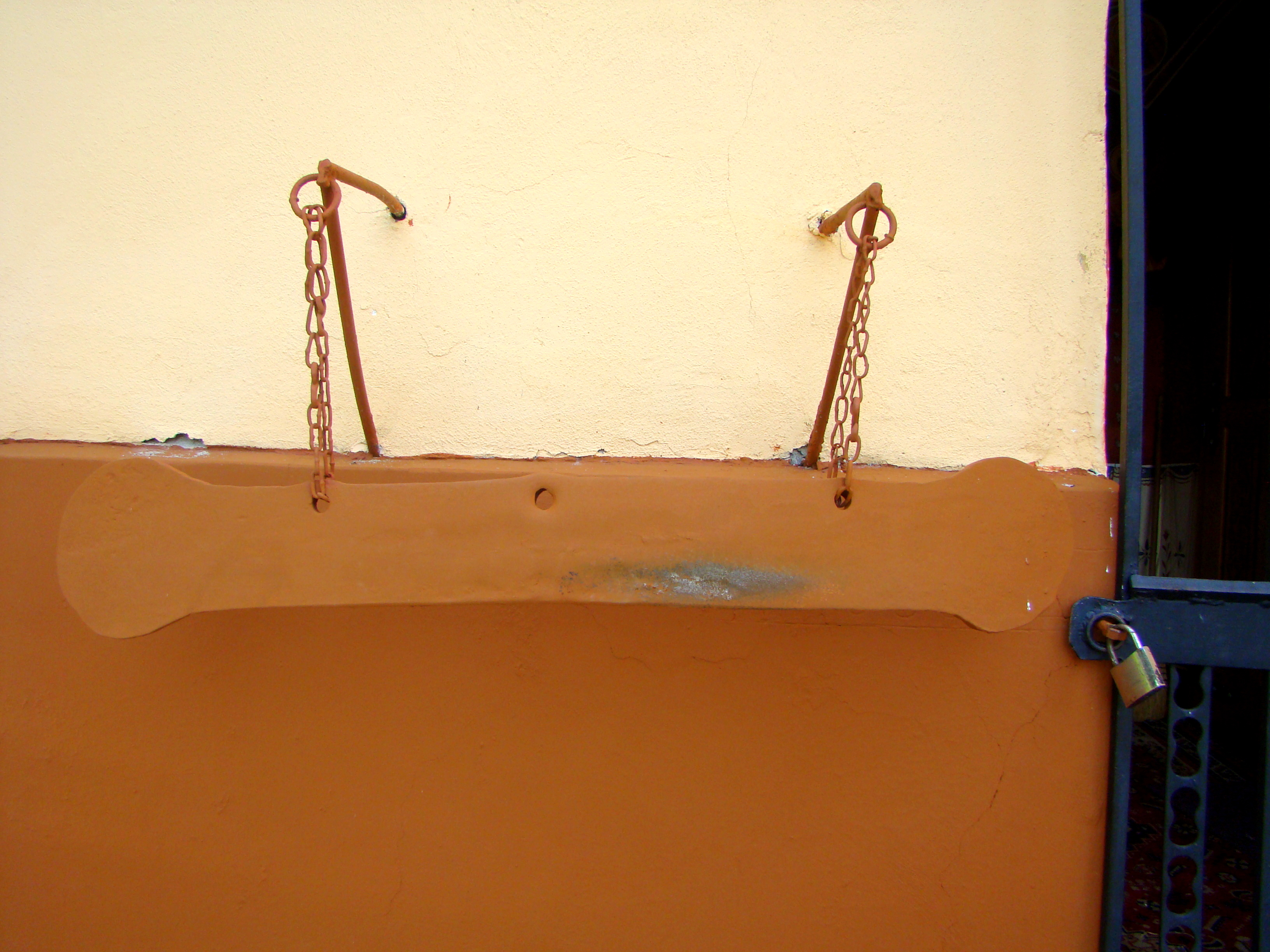
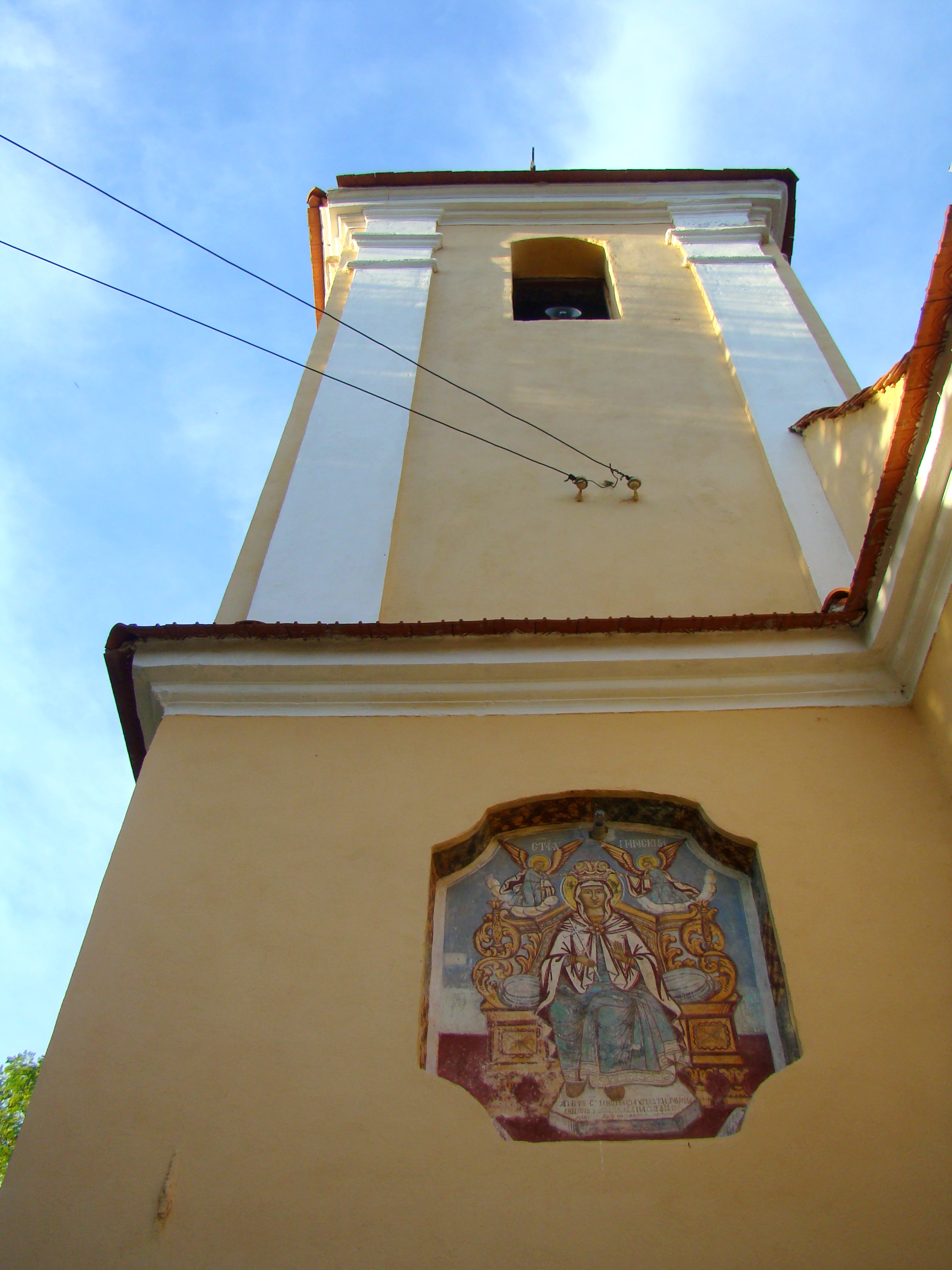
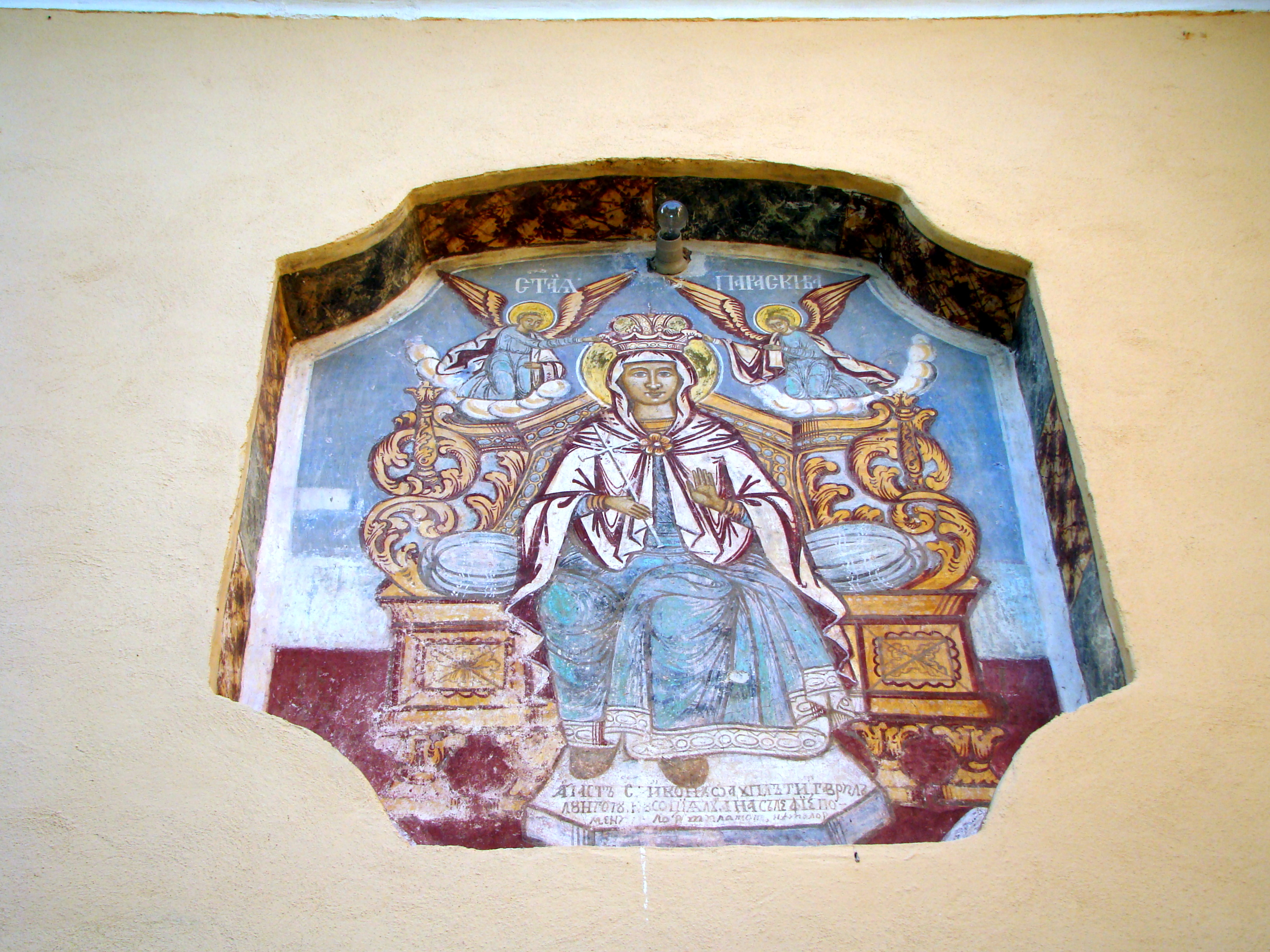
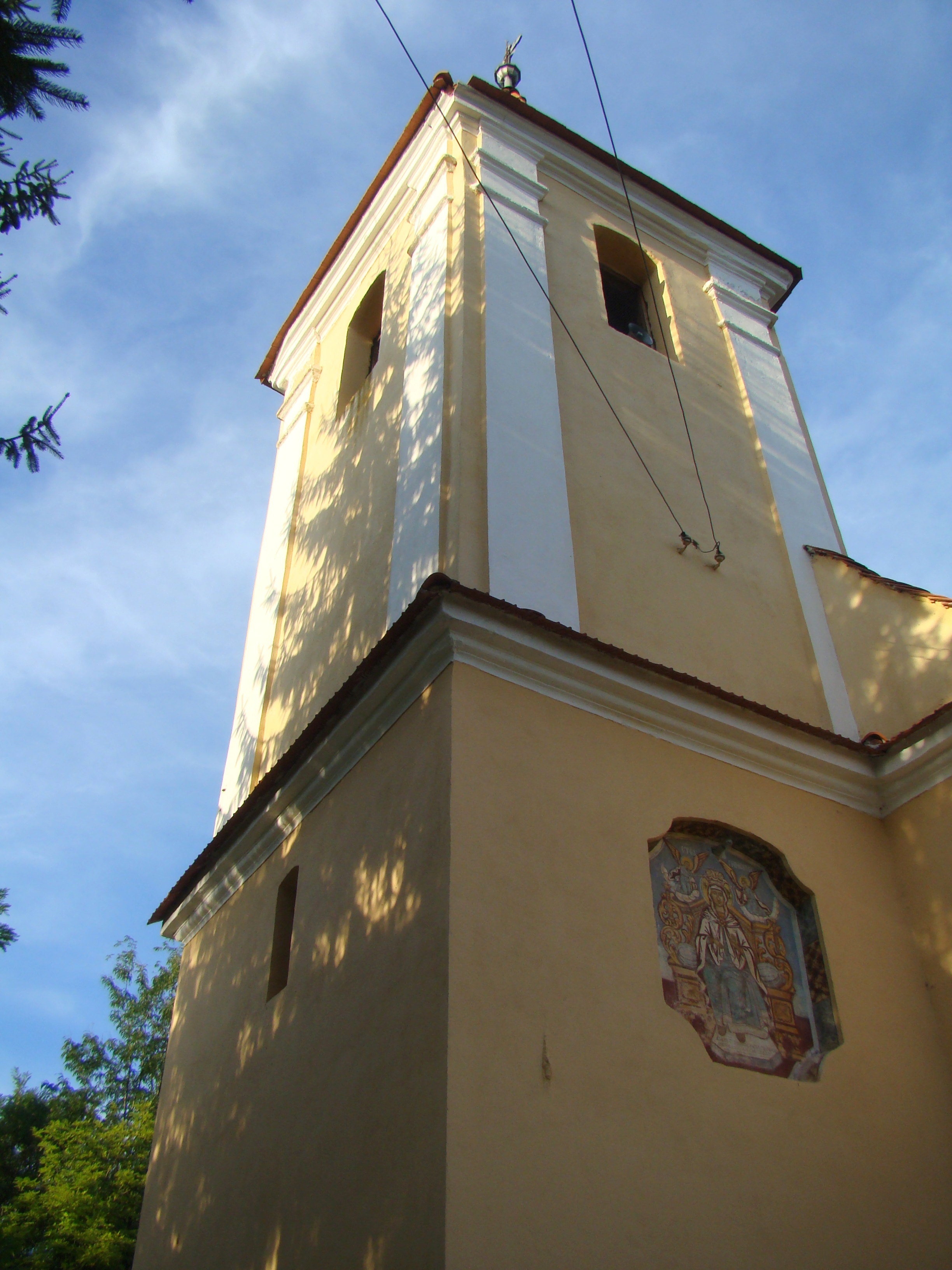
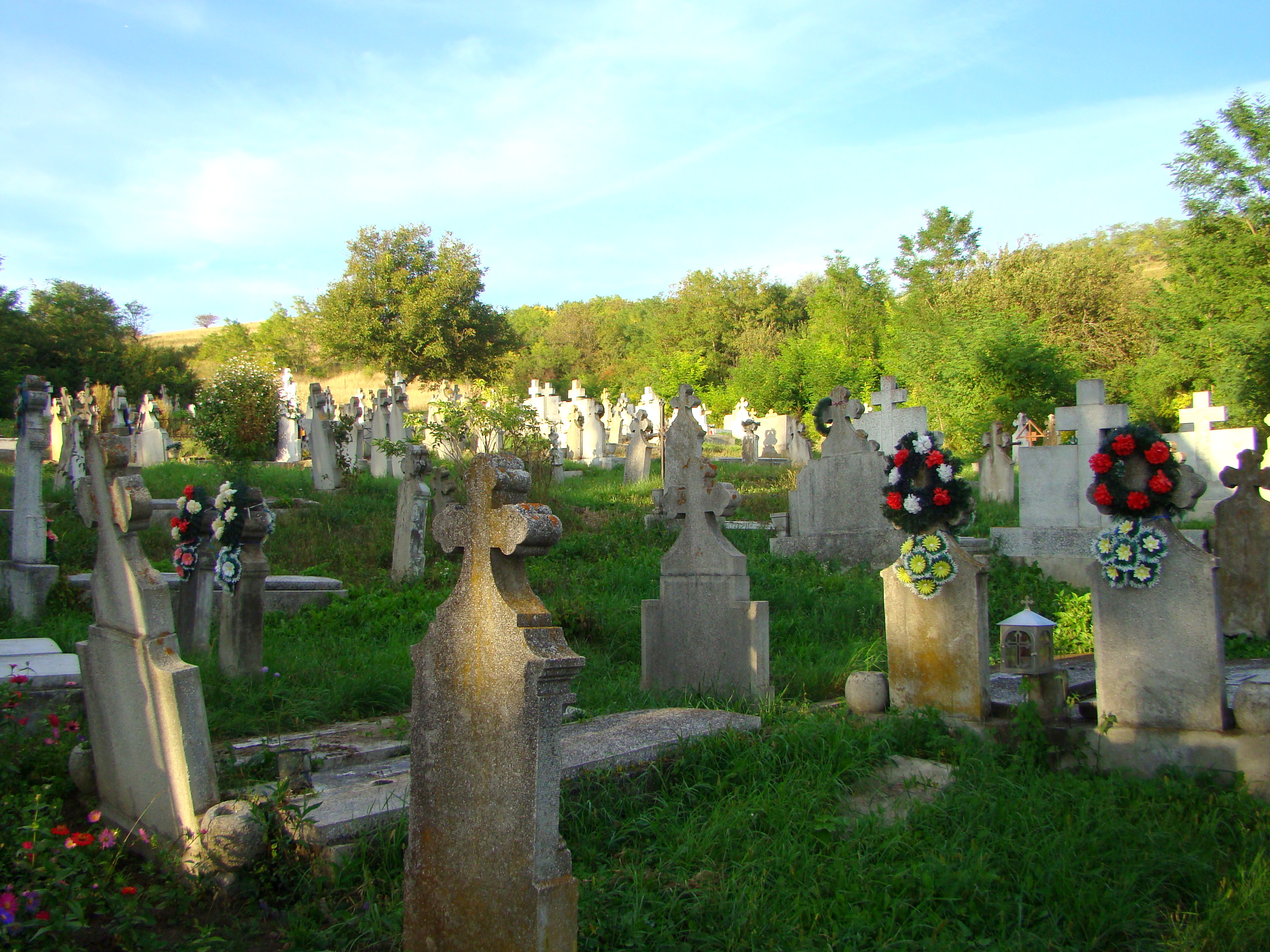
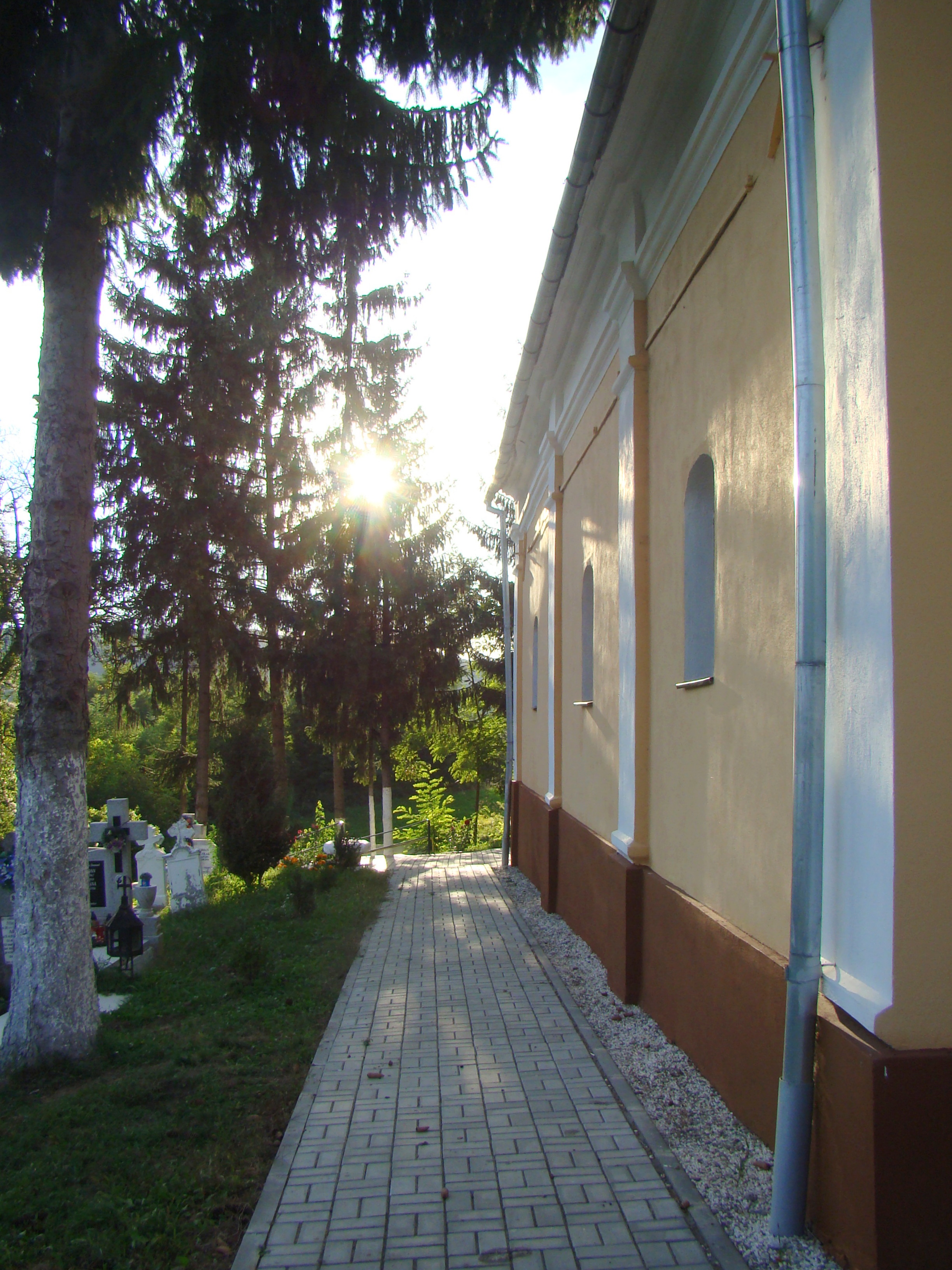
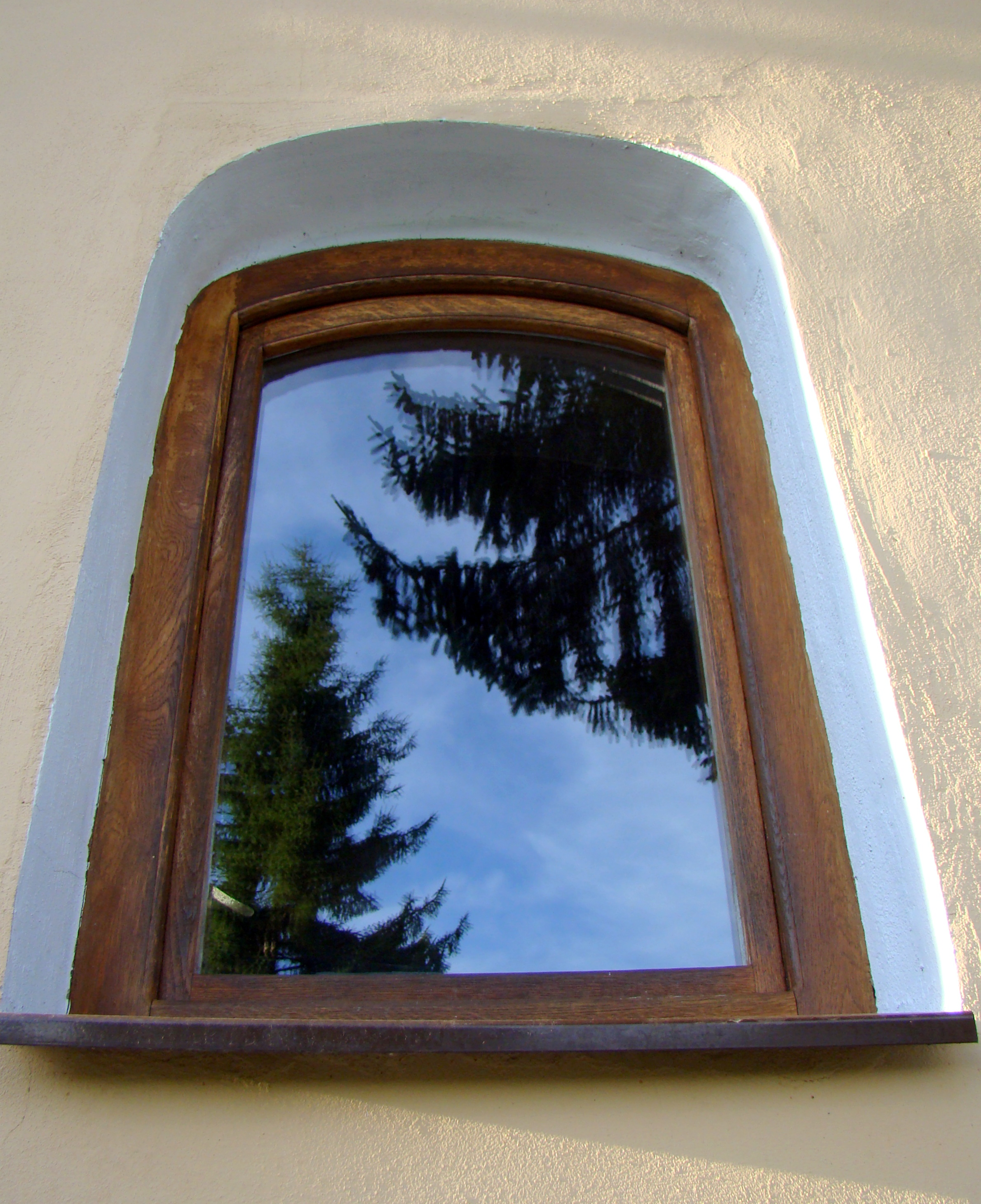
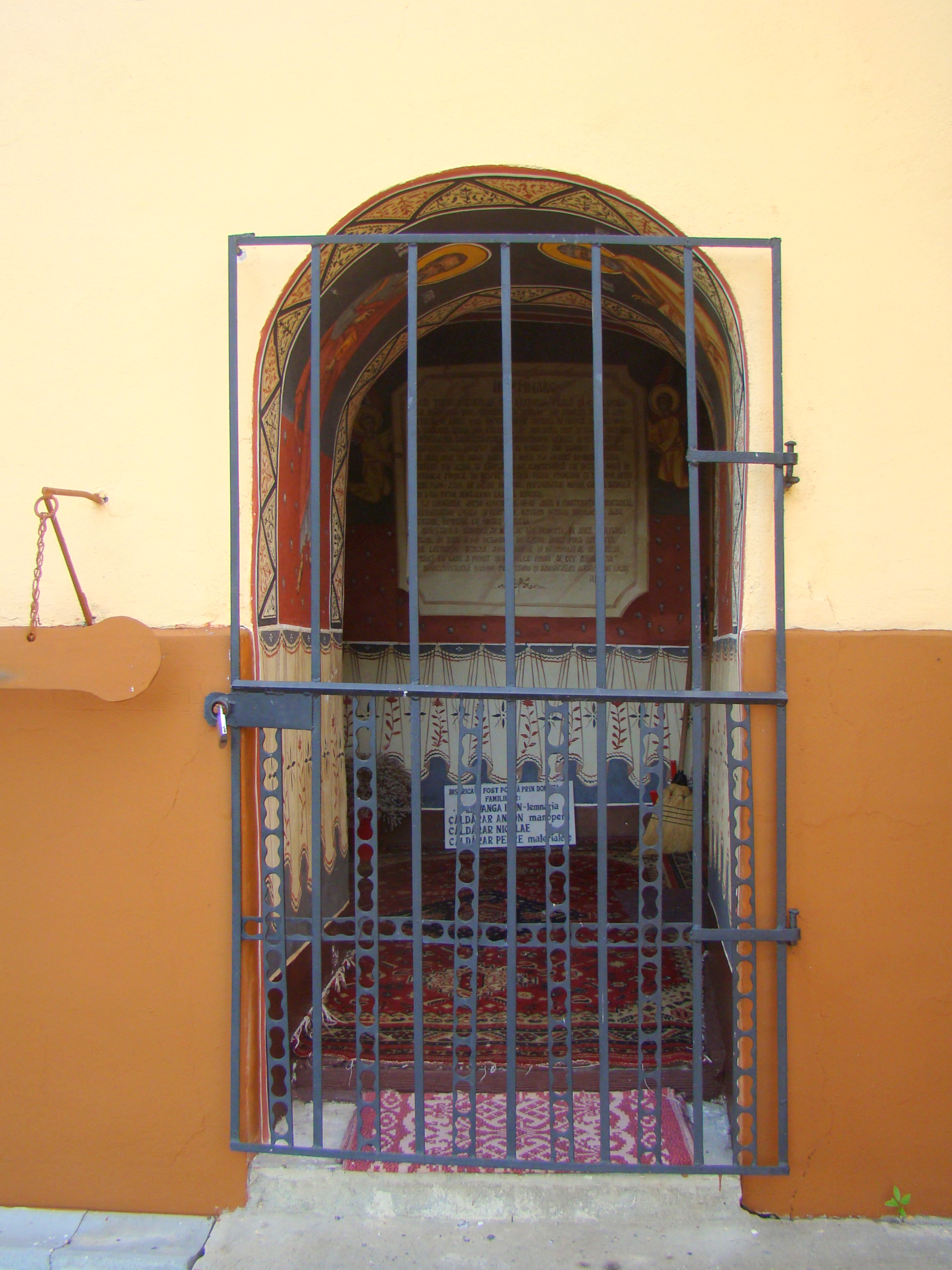
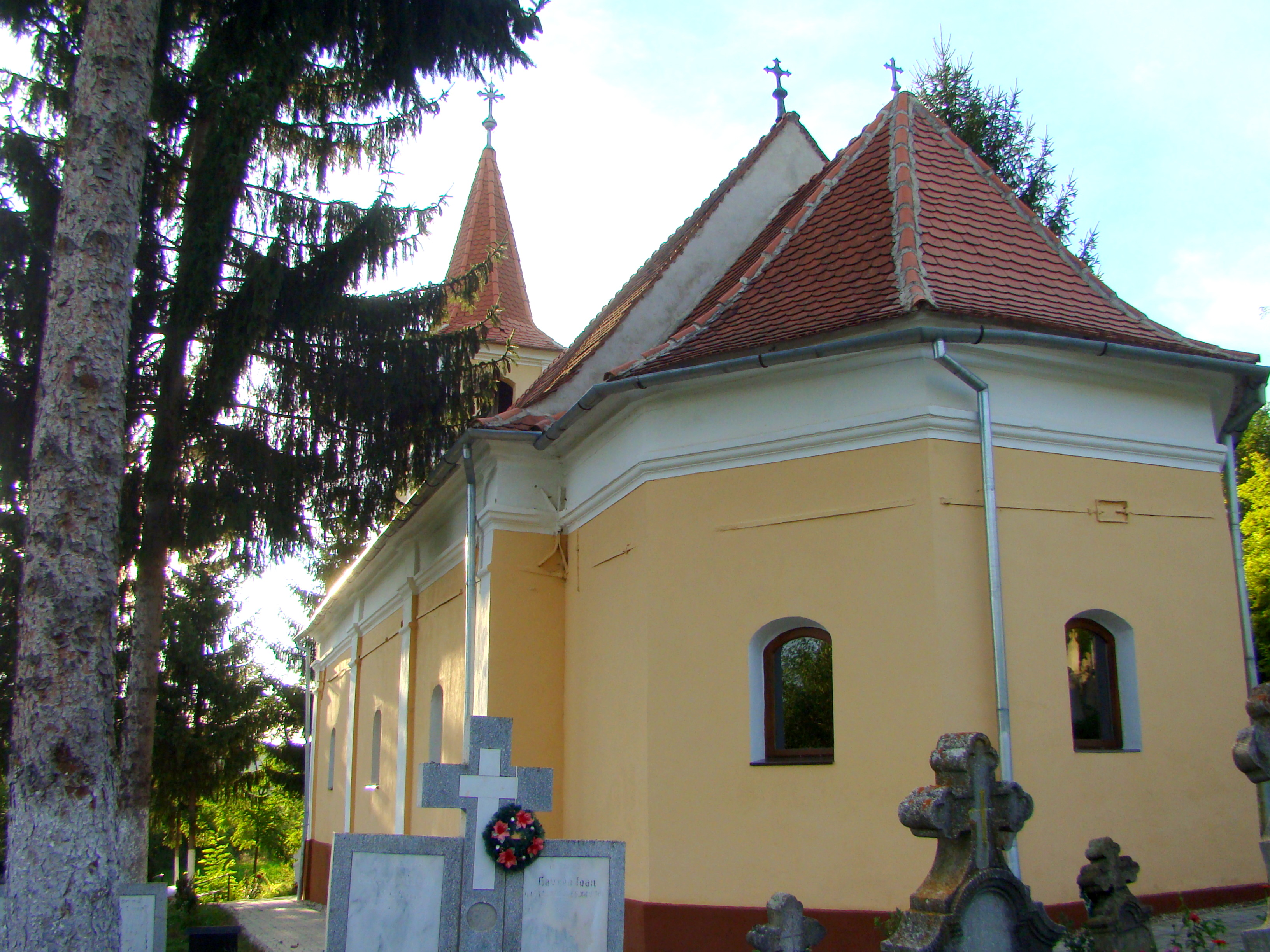
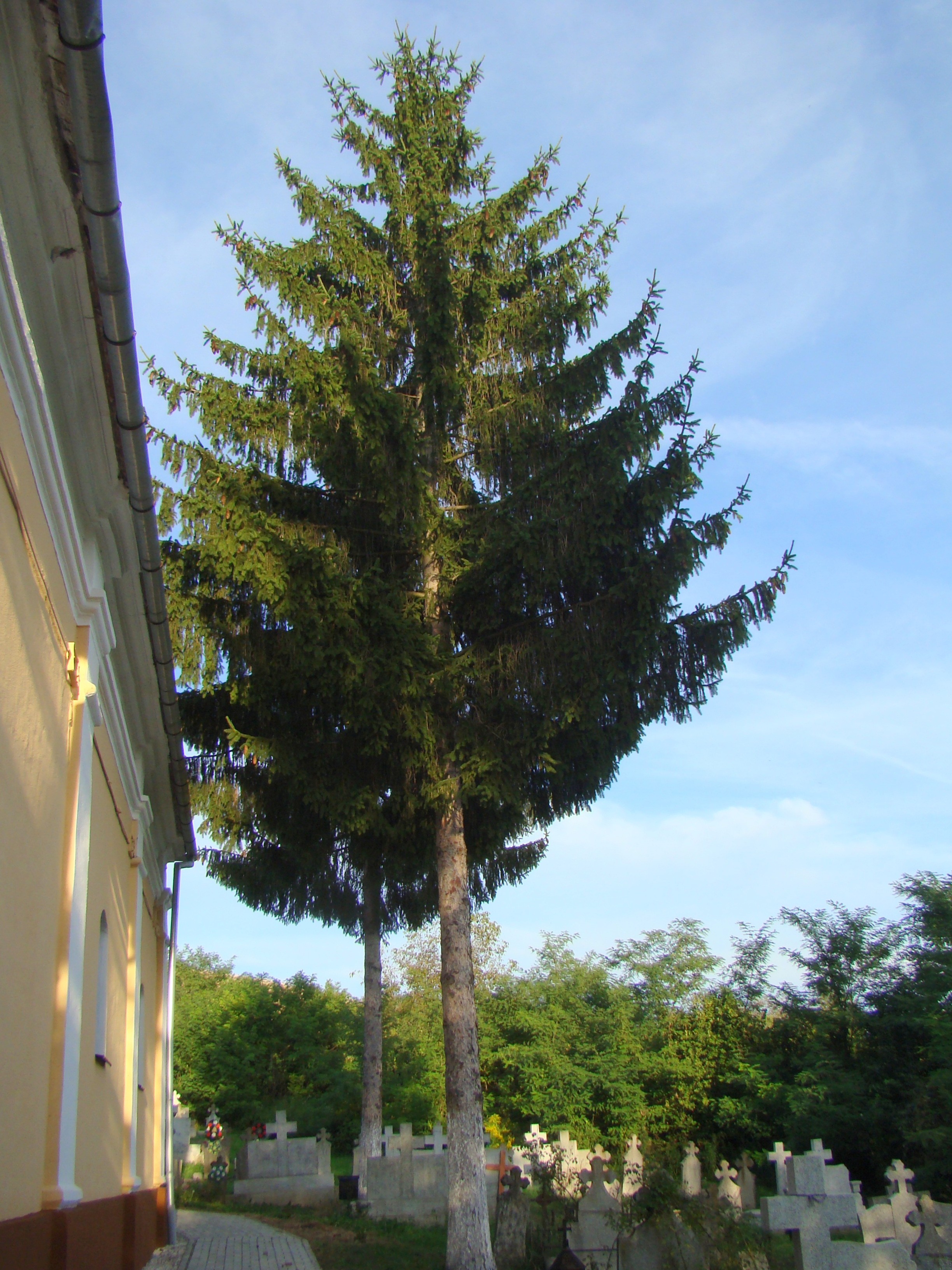
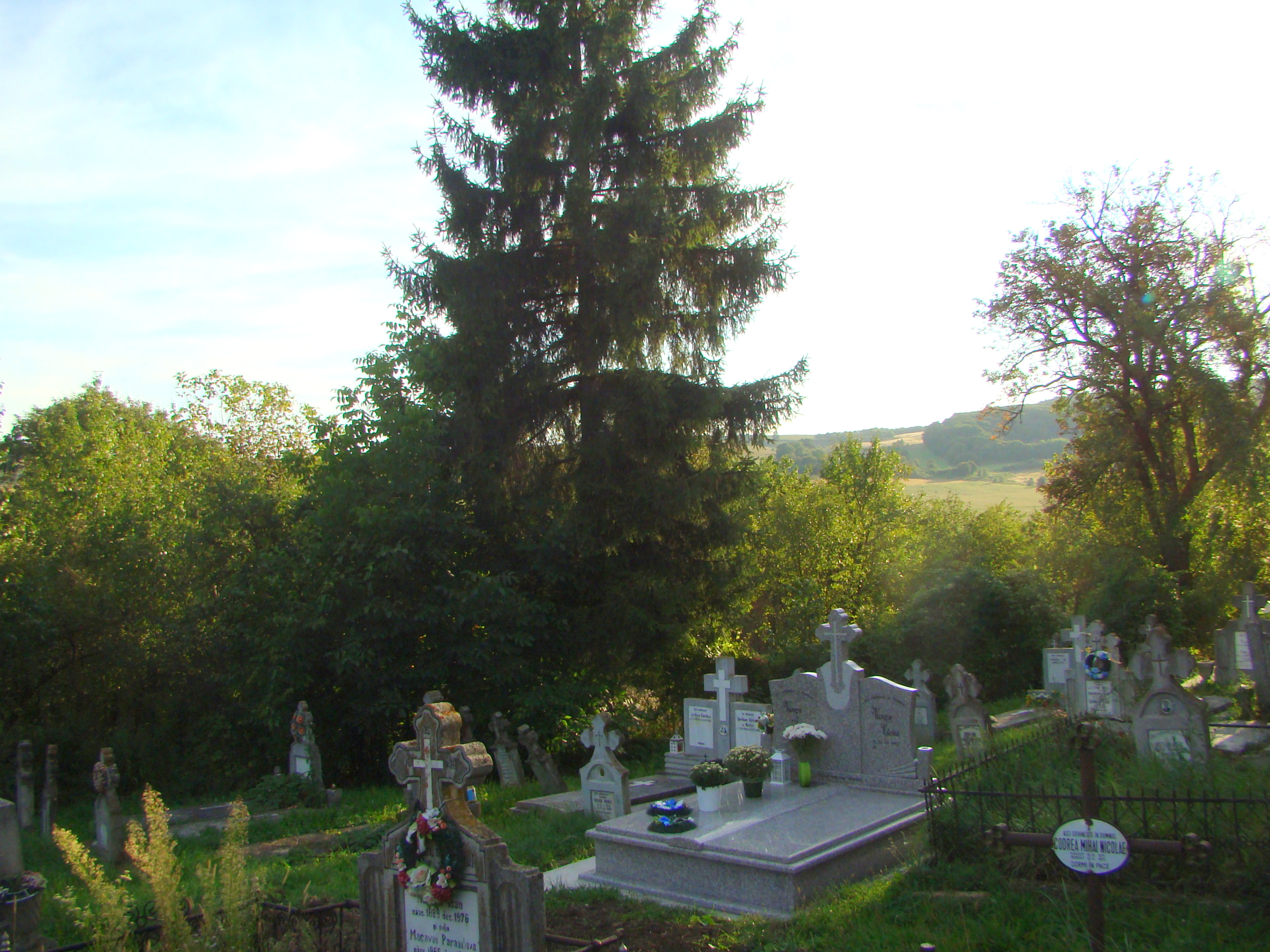
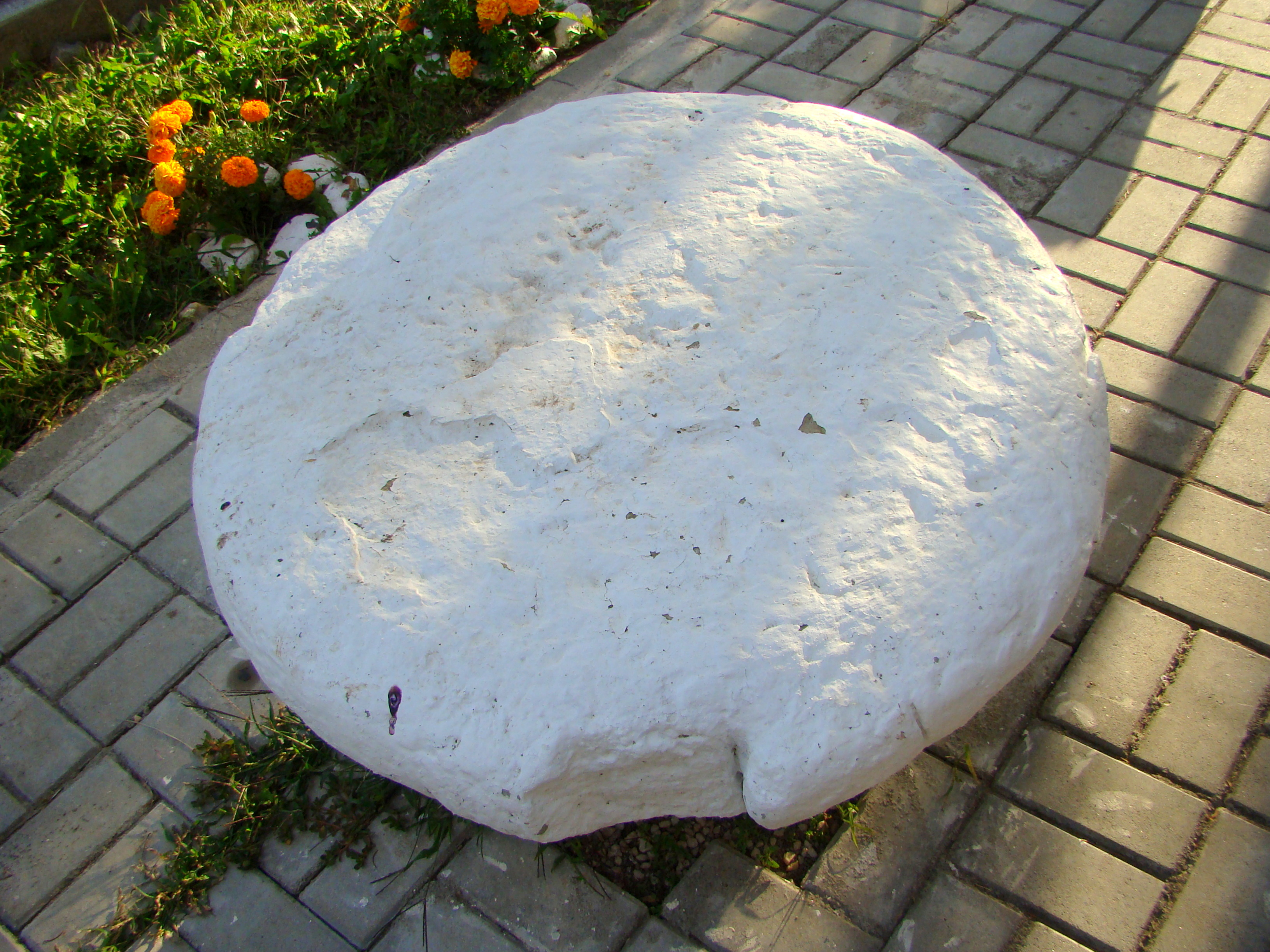
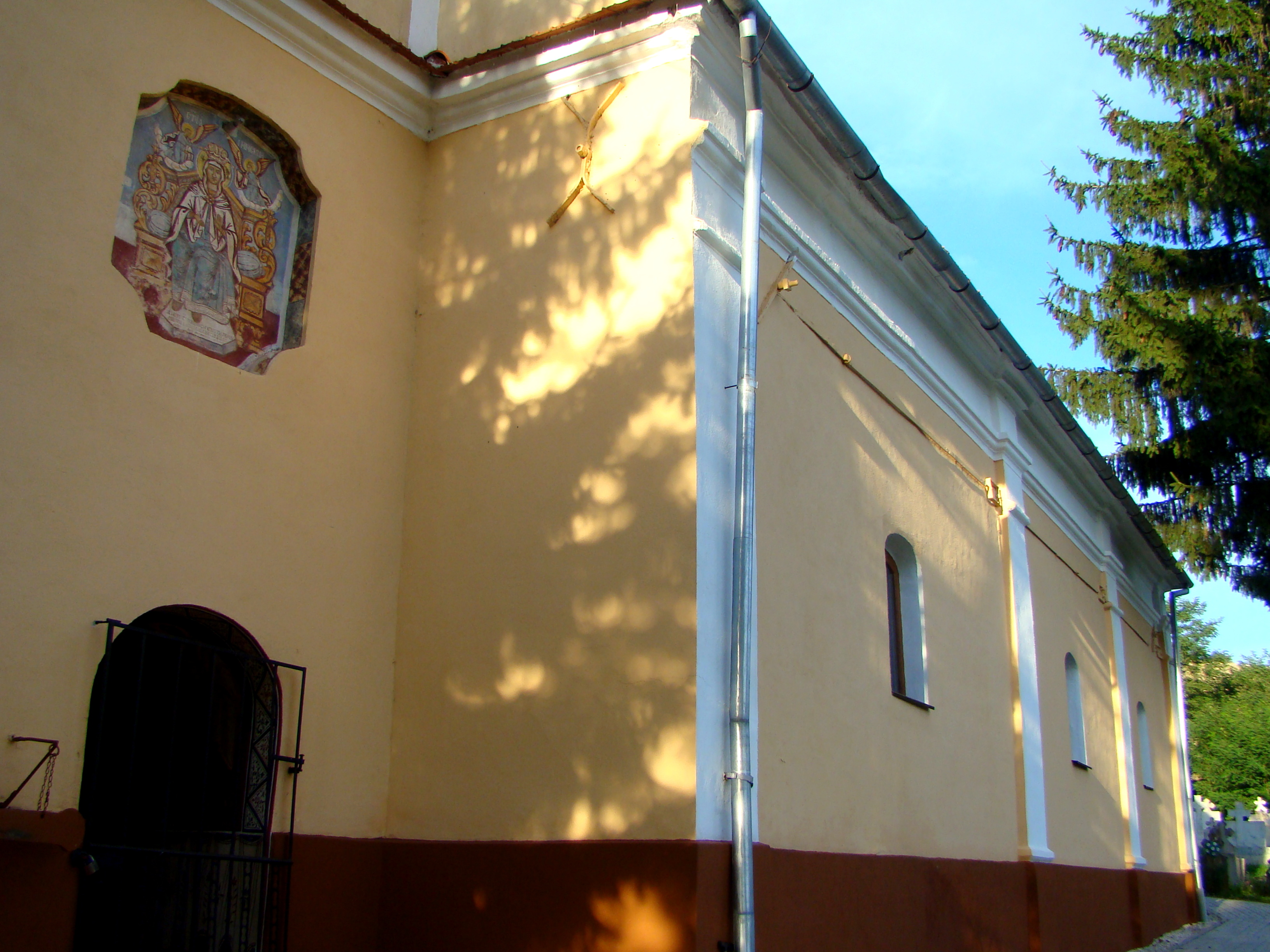
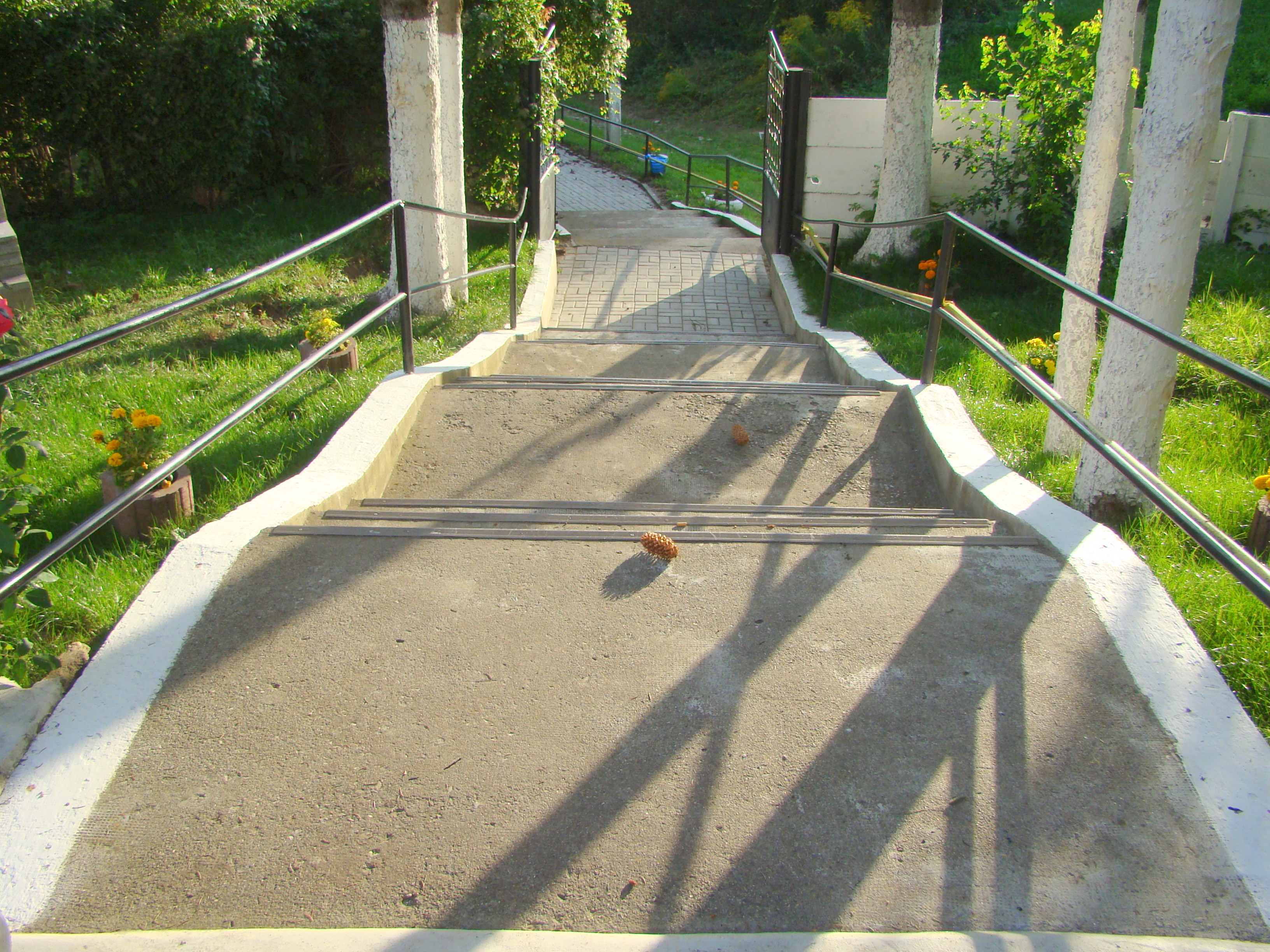
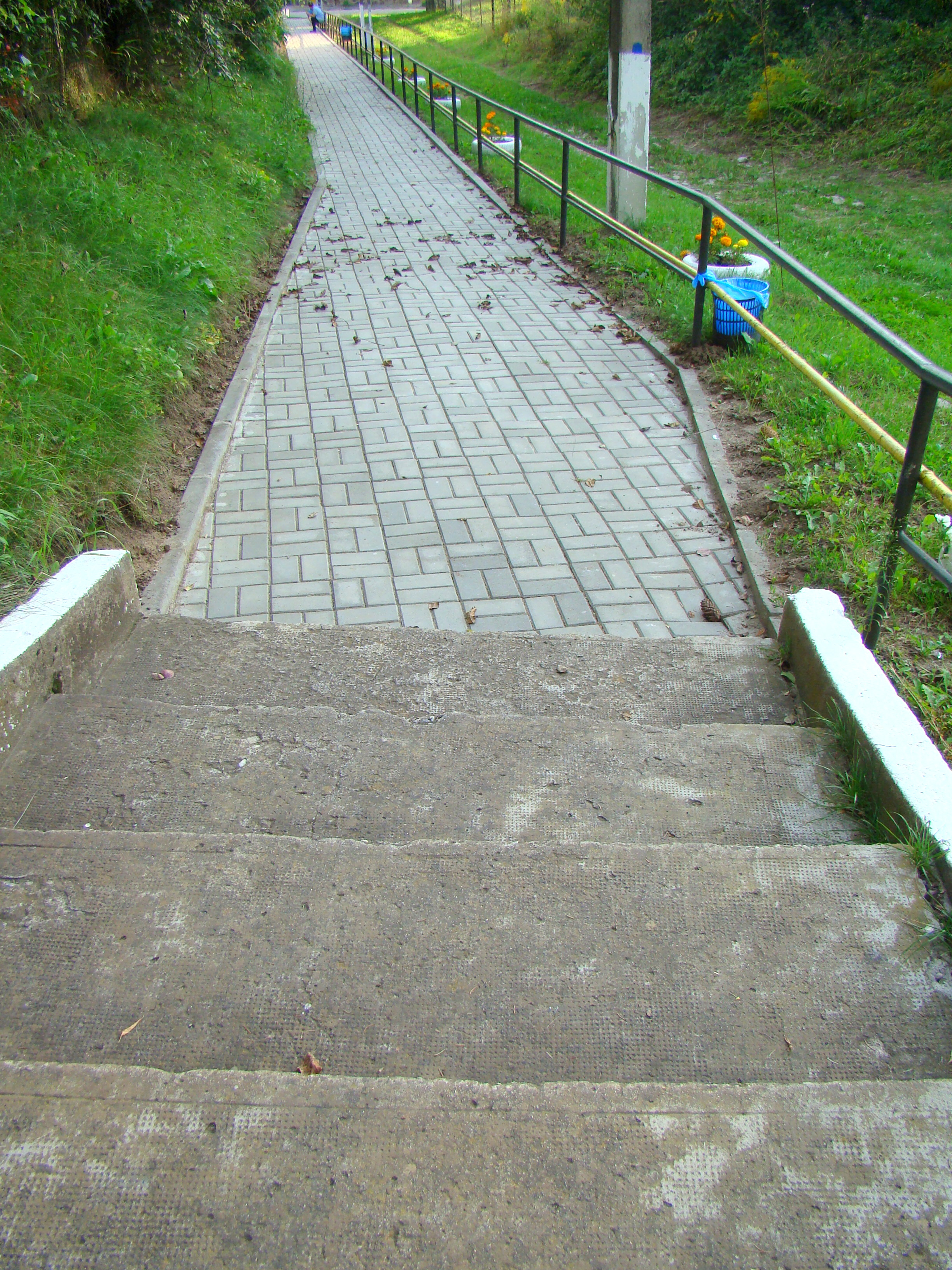
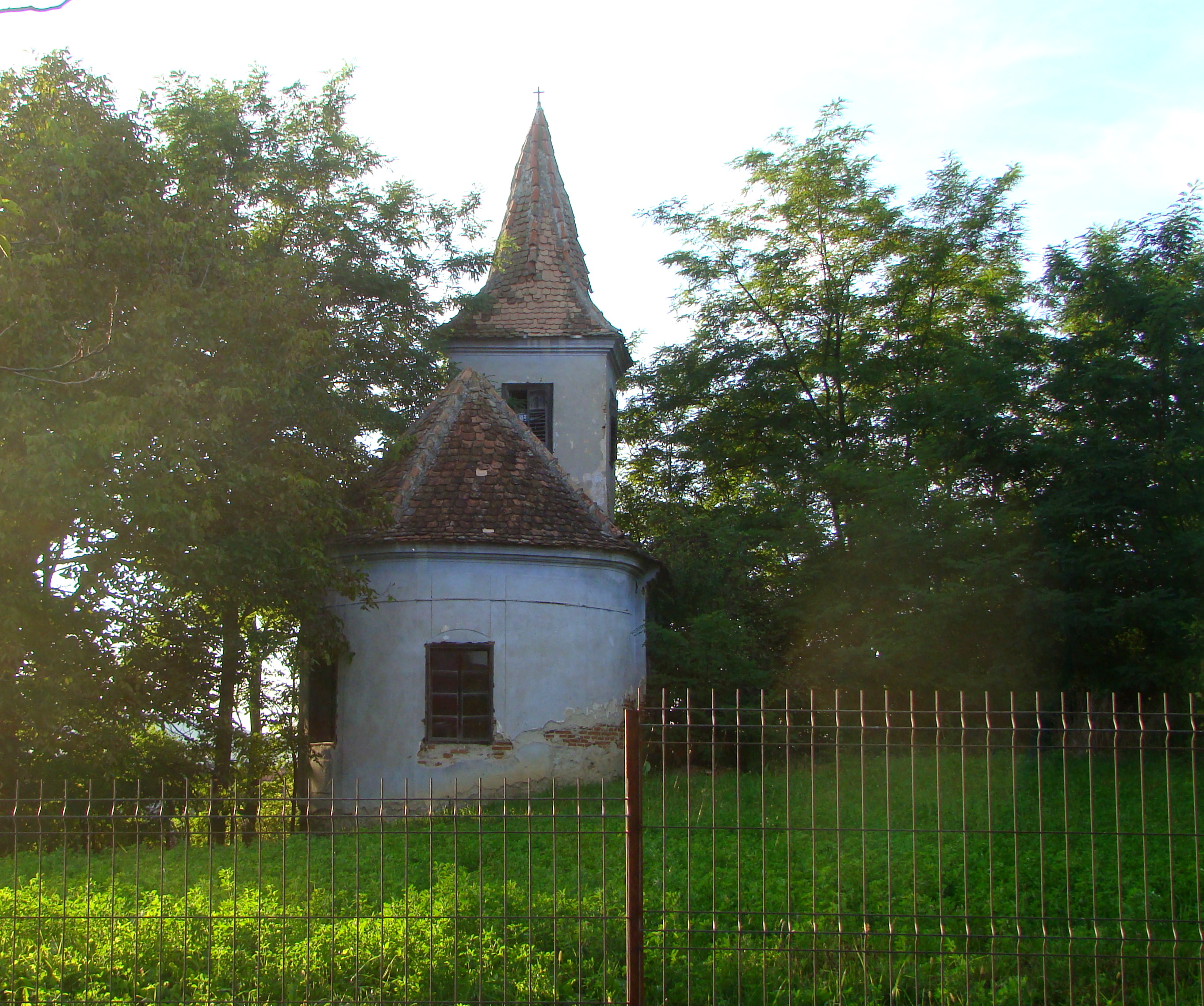
Cealaltă biserică din sat, fosta biserică greco-catolică, datată 1812. Clopotul poartă inscripția: „Deficiente Populo Saxanico Hundor Beconi 1646”